# Straßenbahn Coimbra

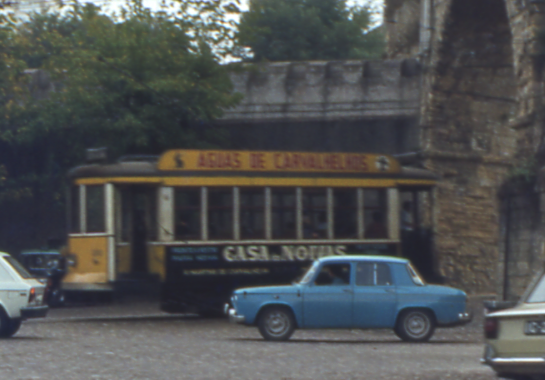
Straßenbahn unter den „Arcos do Jardim“ von Coimbra 1979

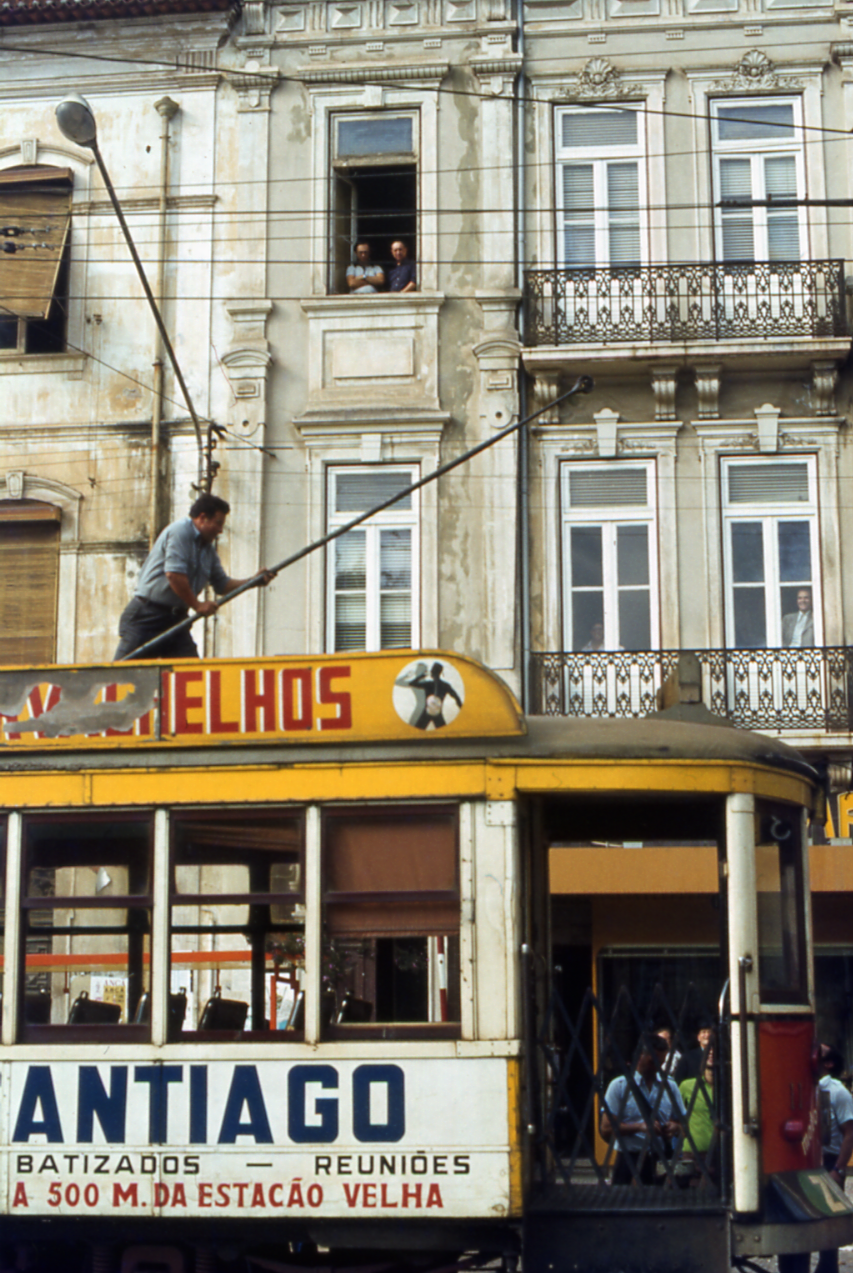
Wiedereinhängen eines abgesprungenen Stromabnehmers in Coimbra 1979

Die Straßenbahn in Coimbra hatte Meterspur und verkehrte zwischen 1874 und 1980.
Von 1874 bis 1883, von 1902 bis 1903 und von 1908 bis 1910 fuhren in der portugiesischen Stadt Coimbra von Maultieren gezogene Straßenbahnen, sie verkehrte im Linksverkehr.
Am 1. Januar 1911 eröffnete die Gesellschaft Carris de Ferro de Coimbra die erste elektrische Straßenbahnlinie zwischen der Estação Velha (Alter Bahnhof) und der Rua da Alegria, wo sich das Depot befand. Damit war Coimbra die vierte Stadt in Portugal mit elektrischer Straßenbahn. Alsbald folgte eine zweite Linie zwischen der Estação Nova (Neuer Bahnhof) und der Universität, die den Aquädukt „Arcos do Jardim“ unterquerte, und eine dritte Linie vom Neuen Bahnhof nach Santo António dos Olivais. Für kurzgeführte Kurse verwendete der Betreiber gestrichene Liniensignale.
1926 wurde die Elektrische von der städtischen Dienstleistungsgesellschaft SMC (Serviço Municipal de Coimbra) übernommen, die schon seit 1908 die Maultierbahnen („Americanos“) betrieben hatte. 1947 beschloss die Stadt Coimbra, die Straßenbahnen im Stadtzentrum durch Oberleitungsbusse zu ersetzen, außerhalb durch Dieselbusse. Noch im selben Jahr ging der Oberleitungsbus Coimbra in Betrieb, jedoch prägte die Straßenbahn noch mehr als drei Jahrzehnte den Stadtverkehr in Coimbra. Die städtischen Verkehrsbetriebe, die nun SMTUC (Serviços Municipalizados de Transportes Urbanos de Coimbra) hießen, betrieben alle drei Verkehrsmittel. Gegen Ende der 1970er Jahre wurden innerhalb kurzer Zeit alle Straßenbahnlinien stillgelegt, die letzte im Februar 1980.
Die Fahrzeugflotte der Straßenbahn bestand aus zweiachsigen Triebwagen. Die meisten stammten noch aus der ersten Generation von 1910. Sie waren gebaut von dem US-amerikanischen Hersteller J. G. Brill Company und hatten an den Einstiegen Scherengitter. Einige Wagen mit Einstiegstüren kamen in den späten 1920er Jahren dazu. Zu Beginn der 1960er Jahre verfügte die SMTUC über 20 Straßenbahntriebwagen, 27 Oberleitungsbusse und 30 Dieselbusse, bei Einstellung des Straßenbahnbetriebes waren es zwölf Straßenbahntriebwagen, 27 Oberleitungsbusse und 70 Dieselbusse.

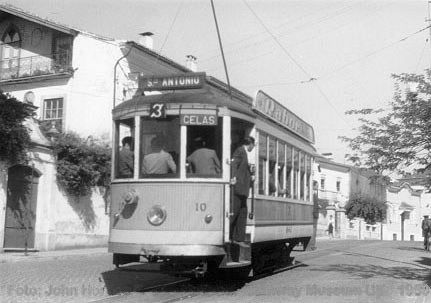
Wagen der Linie 3 mit gestrichenem Liniensignal